# Tavèrnoles
Tavèrnoles (spanisch Tabernolas) ist eine katalanische Gemeinde (municipio) mit 341 Einwohnern (Stand: 2024) in der Provinz Barcelona im Nordosten Spaniens. Sie liegt in der Comarca Osona. 

## Geographie
Tavèrnoles liegt etwa 70 Kilometer nordnordöstlich von Barcelona in einer Höhe von ca. 535 m am Río Ter, der die Gemeinde teilweise im Norden begrenzt. Das Klima ist gemäßigt warm, der Jahresgesamtniederschlag beträgt 1057 mm.

## Bevölkerungsentwicklung
| Jahr      | 1970 | 1981 | 1991 | 2001 | 2011 | 2021 |
| Einwohner | 186  | 186  | 208  | 267  | 307  | 329  |

## Sehenswürdigkeiten

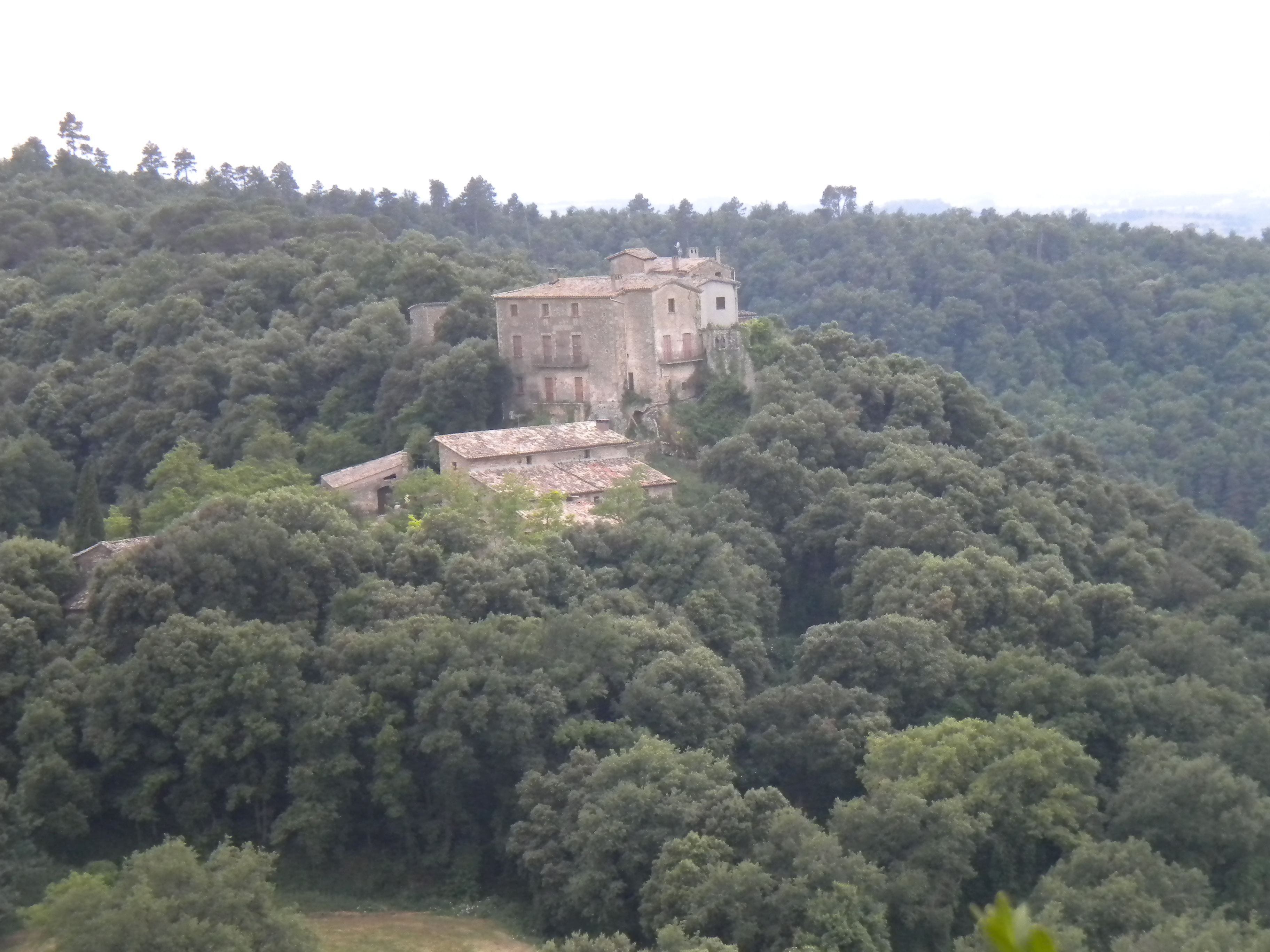
Burganlage von Savassona
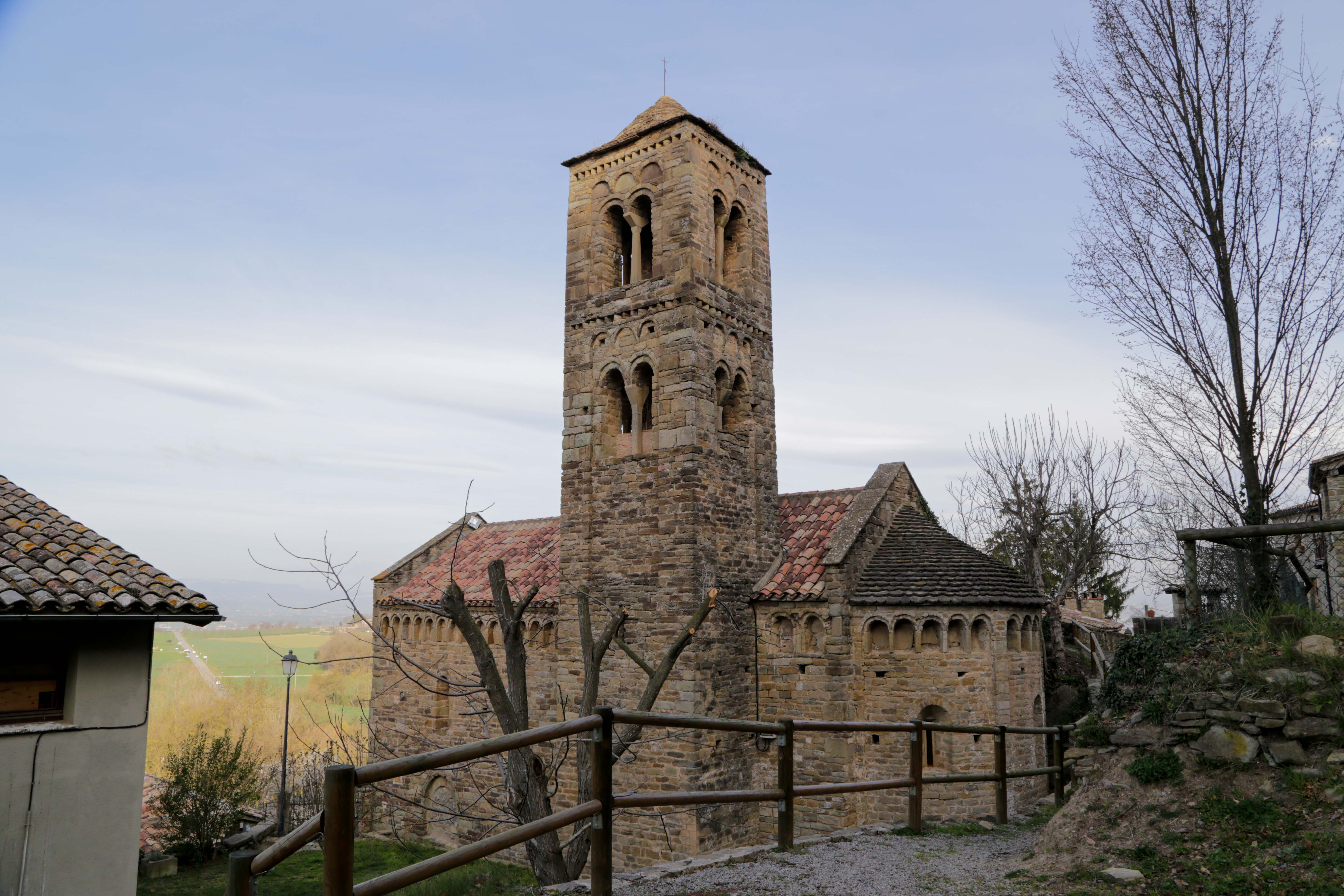
Stephanuskirche
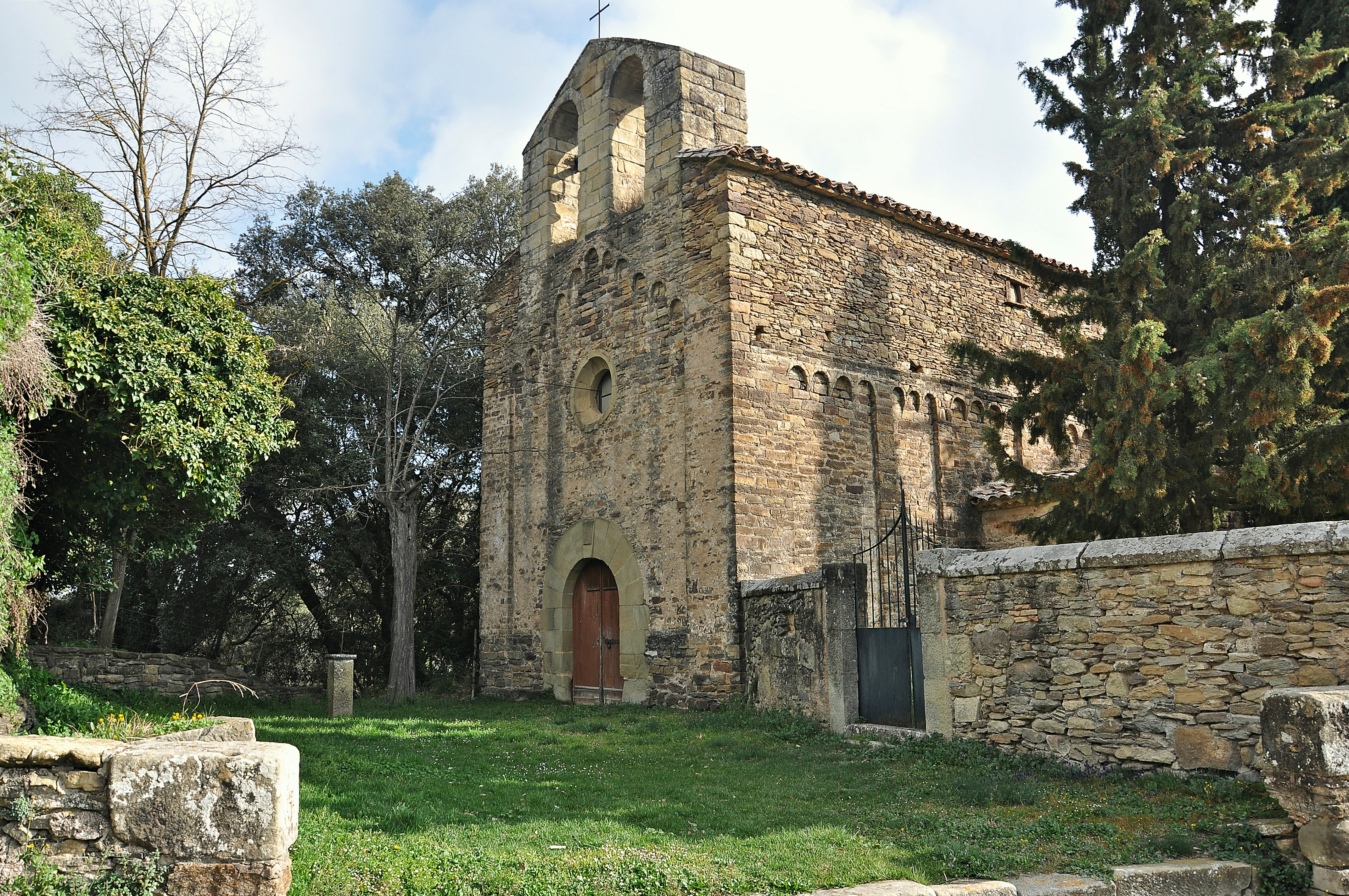
Peterskirche
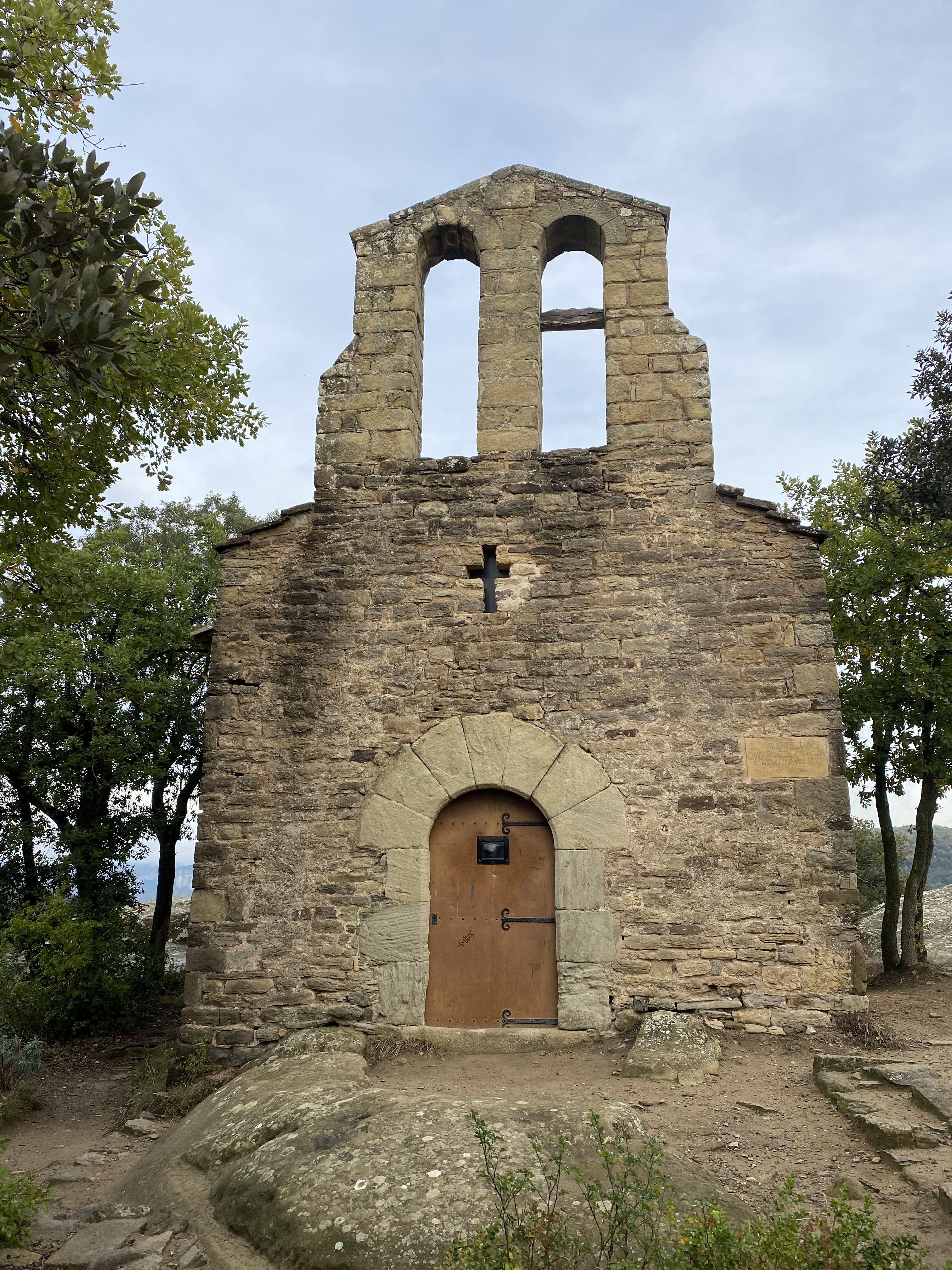
Felixkapelle

- Stephanuskirche in Tavèrnoles
- Peterskirche in Savassona
- Felixkapelle in Savassona
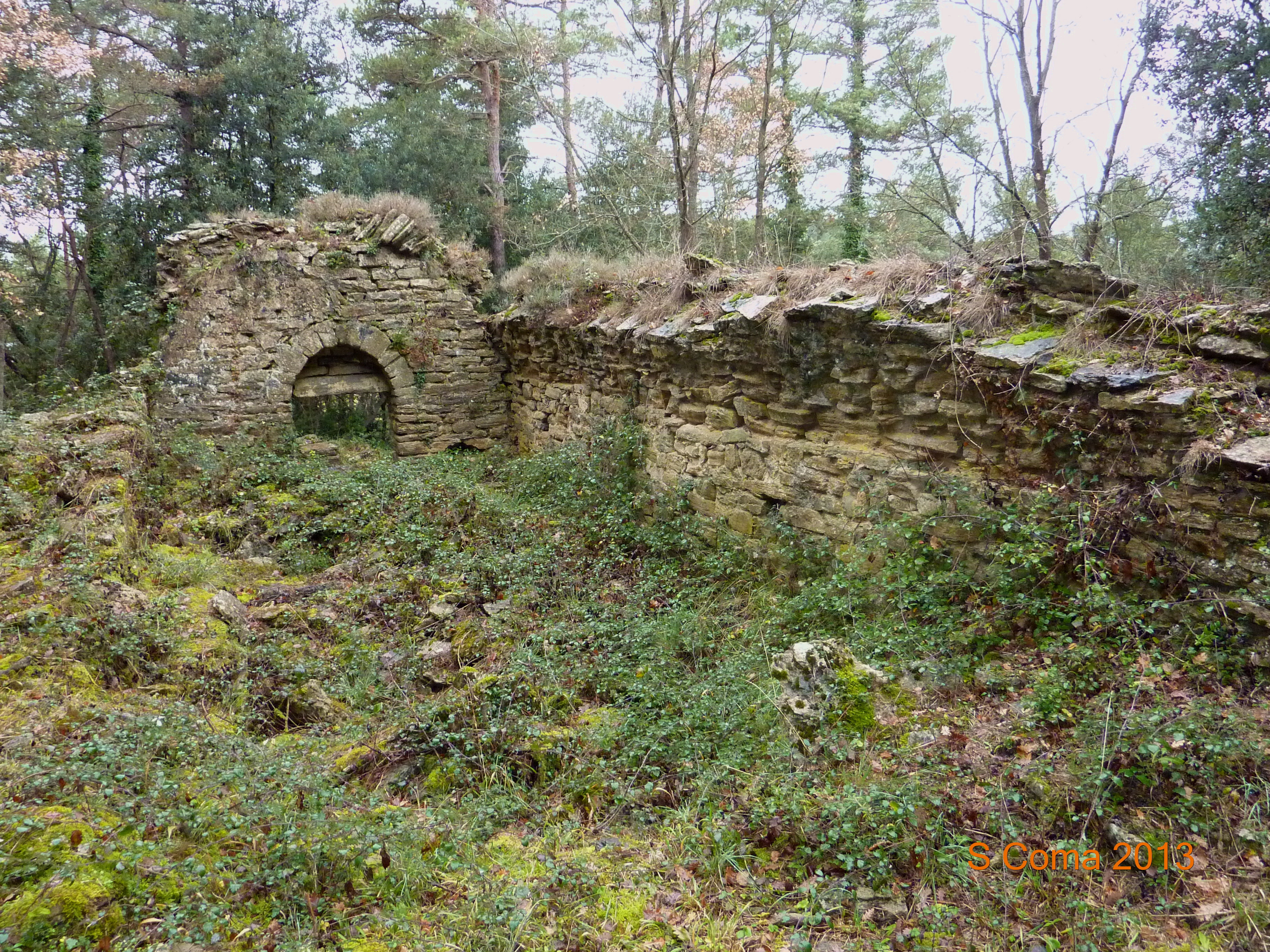
Ruine der Margaritenkapelle

- Burganlage von Savassona
- Stephanuskirche
- Peterskirche
- Felixkapelle
- Ruine der Margaritenkapelle

## Trivia
Bekanntheit genießt der Ort für das handgewobene Altarbild von Sant Serni, das sich heute im Nationalen Kunstmuseum in Barcelona befindet.